# Olaf Möller (Basketballspieler)
Olaf Möller (* 19. November 1968 in Hamburg) ist ein ehemaliger deutscher Basketballspieler.

## Karriere
Olaf Möller spielte ab 1979 seine gesamte Jugendzeit beim SC Rist Wedel. Mit dem Johann-Rist-Gymnasium wurde er 1986 im Wettbewerb Jugend trainiert für Olympia deutscher Schulmeister. Von 1986 bis 1991 war er nach dem Aufstieg des Clubs bereits in der 2. Basketball-Bundesliga Nord aktiv. 1991 wurde er in die U22-Nationalmannschaft unter Trainer Svetislav Pesic berufen und wechselte im selben Jahr zu Telekom Karlsruhe in die 2. Bundesliga Süd. Nach nur einem Jahr in Karlsruhe wechselte der 2,03 m große Centerspieler zum TSV Speyer, wo er in der Saison 1993/1994 als bester deutscher Spieler in den Kategorien Punkte/Spiel und Rebounds/Spiel auffiel.
Es folgte ein Jahr an der University of Massachusetts in Boston, wo Möller in der NCAA (zweite Division) spielte. 1995 holte Trainer Don Beck den agilen Centerspieler zurück nach Deutschland, wo Olaf Möller von 1995 bis 1999 bei TVG Basketball Trier in der Basketball-Bundesliga spielte. Möller, der in seiner gesamten Zeit in der 1. Bundesliga zur Anfangsaufstellung des TVG Trier und zu den besten Defensivspielern der Liga gehörte, half dem Verein, sich in der deutschen Spitze zu etablieren und sich drei Jahre in Folge für die Playoffs und für die Teilnahme am Europapokal zu qualifizieren. Als Trainer gewann er mit Rist Wedel deutsche Meisterschaften in den Altersklassen Ü35 und Ü45 und Ü50.
2022 war er einer der beiden Trainer der deutschen Ü45-Nationalmannschaft bei der Europameisterschaft.

## Leben
Möller, der neben seiner Basketball-Karriere an der Universität Karlsruhe Wirtschaftsingenieurwesen studierte und das Studium 1998 abschloss, beendete seine Karriere nach der Saison 1998/1999, um sich beruflich neu zu orientieren. Heute ist Möller nach Stationen in der Unternehmensberatung Simon-Kucher&Partners sowie Philips Semiconductors geschäftsführender Gesellschafter der Firma Carl F. H. Möller GmbH (Werbeartikel-Großhandel). Er ist verheiratet und hat zwei Kinder. Sein Sohn Leif Möller unterschrieb 2020 bei den Hamburg Towers seinen ersten Vertrag als Basketballprofi.

## Erfolge
Im Jahr 1991 wurde Olaf Möller erstmals in die deutsche U22-Basketballnationalmannschaft berufen. Er nahm bei der inoffiziellen Weltmeisterschaft 1991 in Griechenland teil. Auf Vereinsebene war der größte Erfolg der Gewinn des DBB-Pokals mit dem TVG Trier im Jahre 1998.